# Hồ Hải Học
Hồ Hải Học (1942 - 30 tháng 9, 2017) là nhà viết kịch Việt Nam, được tặng Giải thưởng Nhà nước về Văn học Nghệ thuật năm 2012.

## Tiểu sử và sự nghiệp
Hồ Hải Học sinh năm 1942 tại xã Đại Minh, huyện Đại Lộc, tỉnh Quảng Nam.
Ông đã từng làm Tổng biên tập Báo Đà Nẵng; Giám đốc Sở Văn hóa Thông tin Đà Nẵng; Chủ tịch Liên hiệp các Hội Văn học - Nghệ thuật thành phố Đà Nẵng các nhiệm kỳ 1998-2003, 2003-2008.
Ông đã giành được các Giải thưởng về Văn học Nghệ thuật: Giải thưởng Văn học - Nghệ thuật thành phố Đà Nẵng lần thứ I (1997-2005) với các kịch bản sân khấu Lửa trong tim và Đường đến hôm nay (Giải B); Giải thưởng Văn học - Nghệ thuật thành phố Đà Nẵng lần thứ II (2005-2009) với kịch bản sân khấu Đất thì thầm (Giải B).
Ông đã được Nhà nước tặng thưởng: Huân chương Kháng chiến chống Mỹ cứu nước hạng Nhì, Huân chương Quyết thắng hạng Nhất, Huân chương Giải phóng hạng Nhì, Huân chương Lao động hạng Nhì. Đảng Cộng sản Việt Nam tặng Huy hiệu 50 năm tuổi Đảng.
Năm 2011, ông được tặng Giải thưởng Nhà nước về Văn học Nghệ thuật với cụm tác phẩm kịch bản sân khấu: Nỗi đau hạnh phúc; Người ơi, Người!; Lửa trong tim; Mẹ.

## Tác phẩm chính
- Lửa trong tim
- Đường đến hôm nay
- Đất thì thầm
- Nỗi đau hạnh phúc
- Người ơi, Người!
- Lửa trong tim
- Mẹ

## Khen thưởng
- Huân chương Kháng chiến chống Mỹ cứu nước hạng Nhì
- Huân chương Quyết thắng hạng Nhất
- Huân chương Giải phóng hạng Nhì
- Huân chương Lao động hạng Nhì

## Vinh danh
- Giải thưởng Nhà nước về Văn học Nghệ thuật năm 2012

### Giải thưởng sân khấu
- Giải B Giải thưởng Văn học - Nghệ thuật thành phố Đà Nẵng lần thứ I (1997-2005)
- Giải B Giải thưởng Văn học - Nghệ thuật thành phố Đà Nẵng lần thứ II (2005-2009)